# Tenente Portela
Tenente Portela là một đô thị thuộc bang Rio Grande do Sul, Brasil. Đô thị này có diện tích 338,085 km², dân số năm 2007 là 13906 người, mật độ 41,13 người/km².